# The Flower Pot Men
The Flower Pot Men (a veces escrito The Flowerpot Men) fue un grupo británico de música pop creado en 1967 a raíz del sencillo "Let's Go to San Francisco", grabado por músicos de sesión, que se convirtió en un gran éxito en el Reino Unido y Europa continental en el otoño de 1967. 

## Historia
The Flower Pot Men fueron un proyecto de grabación de John Carter y Ken Lewis, originalmente los principales compositores del grupo The Ivy League. También aparecieron como coristas de los primeros álbumes de The Who.  Ken Lewis dejó la banda por falta de interés en hacer giras, y Carter se unió a él poco después para crear un dúo de compositores musicales. 
Carter y Lewis escribieron y grabaron el tema "Let's Go to San Francisco", una composición, de carácter psicodélico, para la que se inspiraron vocal e instrumentalente en The Beach Boys.  El nombre The Flower Pot Men deriva del programa infantil de la BBC Flower Pot Men, con los obvios juegos de palabras de la era psicodélica sobre el poder de las flores y "pot" (cannabis). En las emisoras de radio de Estados Unidos, comúnmente se les llamaba The Flower Men para evitar la referencia a las drogas. 
El dúo otorgó la licencia para la grabación a Deram Records, sin embargo Carter y Lewis, no tenían interés en salir de gira para promocionar el sencillo, por lo que crearon un grupo a partir de un colectivo cuidadosamente seleccionado de músicos y vocalistas de sesión de estudio de grabación. Dirigida por los vocalistas Tony Burrows, Neil Landon, Pete Nelson, Robin Shaw, la formación también incluía la banda de acompañamiento de Billie Davis y durante un tiempo (aunque no para las grabaciones), los miembros de Deep Purple, Jon Lord, que reemplazó a Billy Davidson en los teclados en enero de 1968 y Nick Simper al bajo. Carter y Lewis continuaron escribiendo, grabando y produciendo la mayoría de las grabaciones posteriores de la banda durante los siguientes tres años. 
La continuación de "Let's Go to San Francisco" fue "A Walk in the Sky", de sonido similar, lanzado en noviembre de 1967. No fue un éxito en el Reino Unido, pero alcanzó el puesto número 4 en las listas de los Países Bajos y también resultó popular en Alemania. Carter y Lewis continuaron escribiendo y grabando material nuevo, pero Deram Records les demandaba otro sencillo que rivalizara con el éxito de "Let's Go to San Francisco". Cuando el tercer sencillo de Carter-Lewis, "Man Without a Woman" / "You Can Never Be Wrong" no llegó a las listas en abril de 1968, el sello discográfico ya tenía listo para lanzar el siguiente sencillo de la banda "In A Moment of Madness", compuesto por Roger Greenaway sin la participación de Carter y Lewis, que tampoco logró el éxito. Como escribió Mark Frumento en las notas del álbum retrospectivo de Flower Pot Men, Listen to the Flowers Grow : "En este punto, Deram decidió que el nombre de Flower Pot Men ya no era comercial y el siguiente sencillo, "Piccolo Man", fue lanzado bajo el nombre de 'Friends'... El último sencillo de Flower Pot Men fue lanzado en 1969, pero esta vez el equipo de redacción Roger Cook y Roger Greenaway estuvieron detrás de la producción".
La alineación de los Flower Pot Men había cambiado considerablemente para entonces. Lord y Simper se marcharon en el verano de 1968, Neil Landon se fue en diciembre de 1968 para convertirse en el cantante principal de Fat Mattress. En enero de 1969, Neil fue reemplazado por el vocalista sudafricano Ricky Wolff.   Wolff, Burrows, Shaw y Nelson se quedaron con Roger Greenaway y Roger Cook, agregaron nuevos músicos y cambiaron su nombre a White Plains, quienes lograron un éxito con "My Baby Loves Lovin'" en 1970. The Flower Pot Men se disolvieron en ese momento. 

## Personal
- Tony Burrows - voz
- Neil Landon (nacido como Patrick Cahill, el 26 de julio de 1941, Kirdford, Sussex - fallecido el 26 de marzo de 2020, Hamburgo, Alemania) - voz
- Robin Shaw (nacido Robin George Scrimshaw, 6 de octubre de 1943, Hayes, Middlesex ) - voz
- Pete Nelson (nacido como Peter William Lipscomb, el 10 de marzo de 1943, Uxbridge, Londres - fallecido el 23 de octubre de 2005, Ealing, Londres) - voz [7] [8]
- Ricky Wolff (nacido como Richard Wolff, 8 de julio de 1945, Pretoria, Sudáfrica) - teclados, saxo, flauta (desde otoño de 1968), [9] voz (desde enero de 1969) [5]
- Ged Peck (nacido el 19 de octubre de 1947, West Hendon, Londres) - guitarra
- Carlo Little (nacido Carl O'Neil Little, 17 de diciembre de 1938, Shepherd's Bush, Londres - fallecido el 6 de agosto de 2005, Cleadon, Condado de Durham) - batería
- Robin Box (nacido el 19 de junio de 1944) - guitarra
- Nick Simper - bajo
- Jon Lord - órgano
- Mick Stewart - guitarra solista
- Tony 'Tex' Makins - bajo
- Gordon Haskell – bajo
- Billy Davidson - teclados
- John Carroll - órgano
- Tony Hall - saxo
- Roger Hills (nacido en 1948) - batería